# VIH/sida en Suazilandia

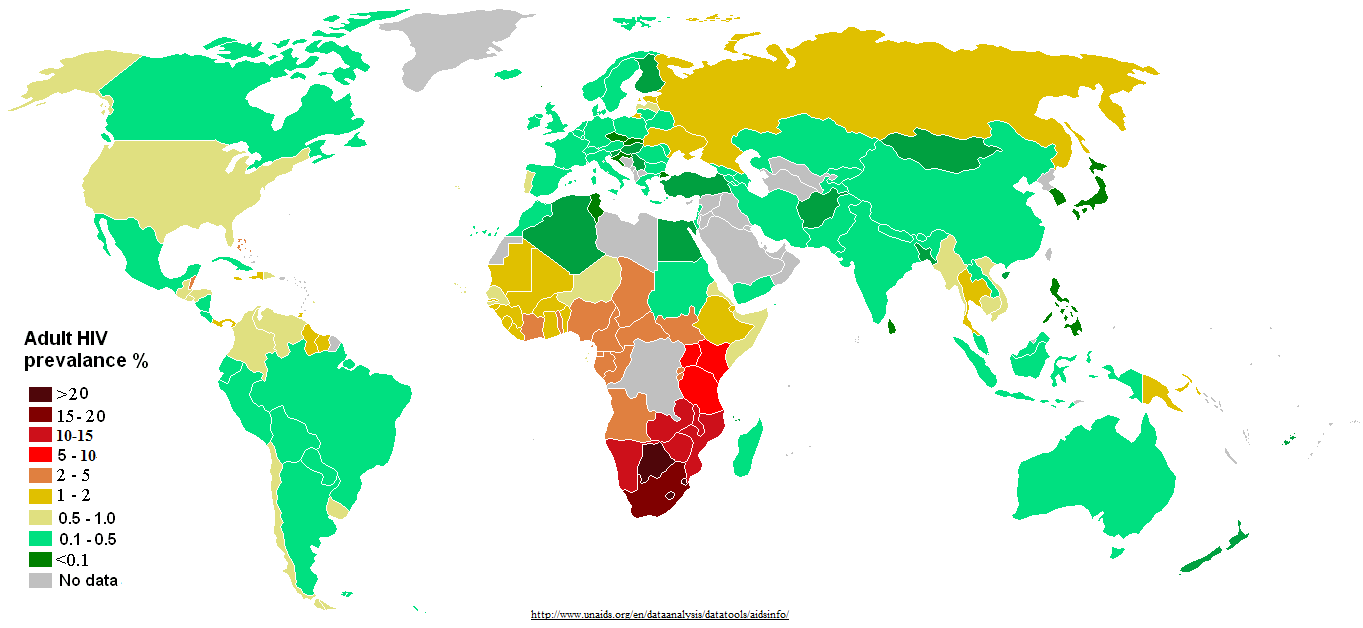
Prevalencia estimada del VIH/SIDA en adultos (15-49) por país en 2011.

El VIH/SIDA en Suazilandia se informó por primera vez en 1986, pero desde entonces ha alcanzado proporciones epidémicas. A partir de 2016, Eswatini tenía la prevalencia más alta de VIH entre adultos de 15 a 49 años en el mundo (27,2 %).
La epidemia de VIH/SIDA en Suazilandia ha contribuido en gran medida a las altas tasas de mortalidad entre los grupos de edad productiva. A largo plazo, la epidemia provocaron importantes cambios culturales en torno a las prácticas locales y las ideas sobre la muerte y la enfermedad, así como una expansión de los mercados de seguros de vida, servicios mortuorios y organizaciones no gubernamentales relacionadas con la salud.
Para ayudar a Suazilandia y otros países del mundo a abordar el VIH y el SIDA, el Programa Conjunto de las Naciones Unidas sobre el VIH/SIDA (ONUSIDA) desarrolló los objetivos de pruebas y tratamiento 95-95-95. Los esfuerzos locales y nacionales trabajaron hacia los siguientes tres objetivos para 2020: el 90% de las personas que viven con el VIH serán conscientes de su estado serológico positivo; El 90 % de las personas a las que se les ha diagnosticado el VIH recibirán terapia antirretroviral (TARV) de forma continua y constante; y el 90% de todas las personas que reciben TARV tendrán supresión viral. Aunque Suazilandia casi ha alcanzado los objetivos de prueba y tratamiento del modelo 90–90–90, ciertas poblaciones se han visto desproporcionadamente afectadas. El Plan de Emergencia del Presidente de los Estados Unidos para el Alivio del SIDA (PEPFAR, por sus siglas en inglés) ha identificado a las poblaciones más vulnerables a la infección por el VIH, debido a factores epidemiológicos, socioeconómicos, ambientales y contextuales. En particular, PEPFAR identificó tres poblaciones prioritarias en Suazilandia como el foco de los programas de prevención y tratamiento del VIH/SIDA: niñas adolescentes y mujeres jóvenes (de 9 a 29 años), hombres de 15 a 39 años y niños huérfanos y vulnerables (OVC). PEPFAR también identificó a otras tres poblaciones clave: hombres que tienen sexo con hombres (HSH), trabajadoras sexuales (FSW) y personas transgénero.